# Arsenurinae
Arsenurinae là một phân họ bướm đêm thuộc họ Saturniidae.

## Hình ảnh

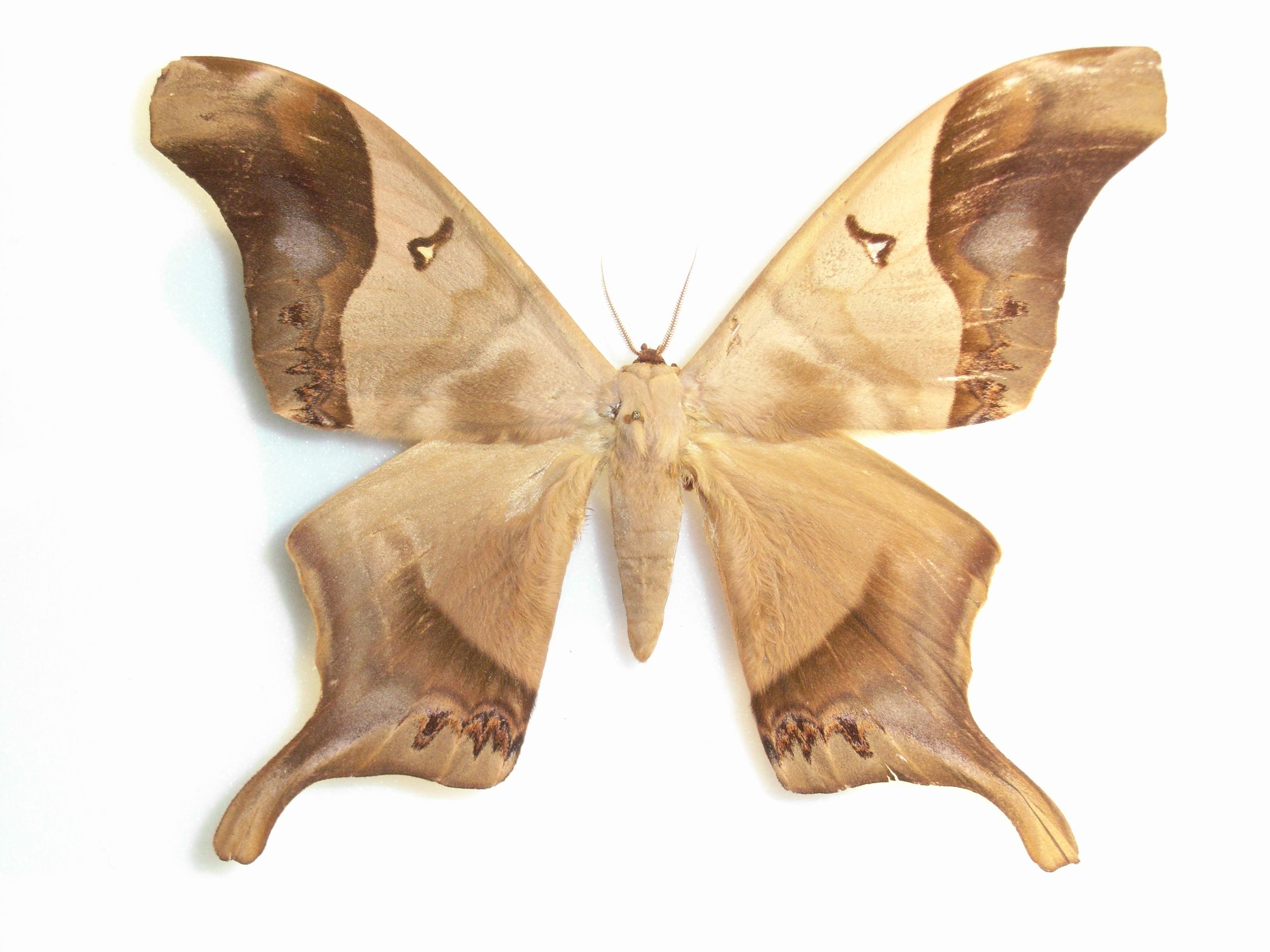
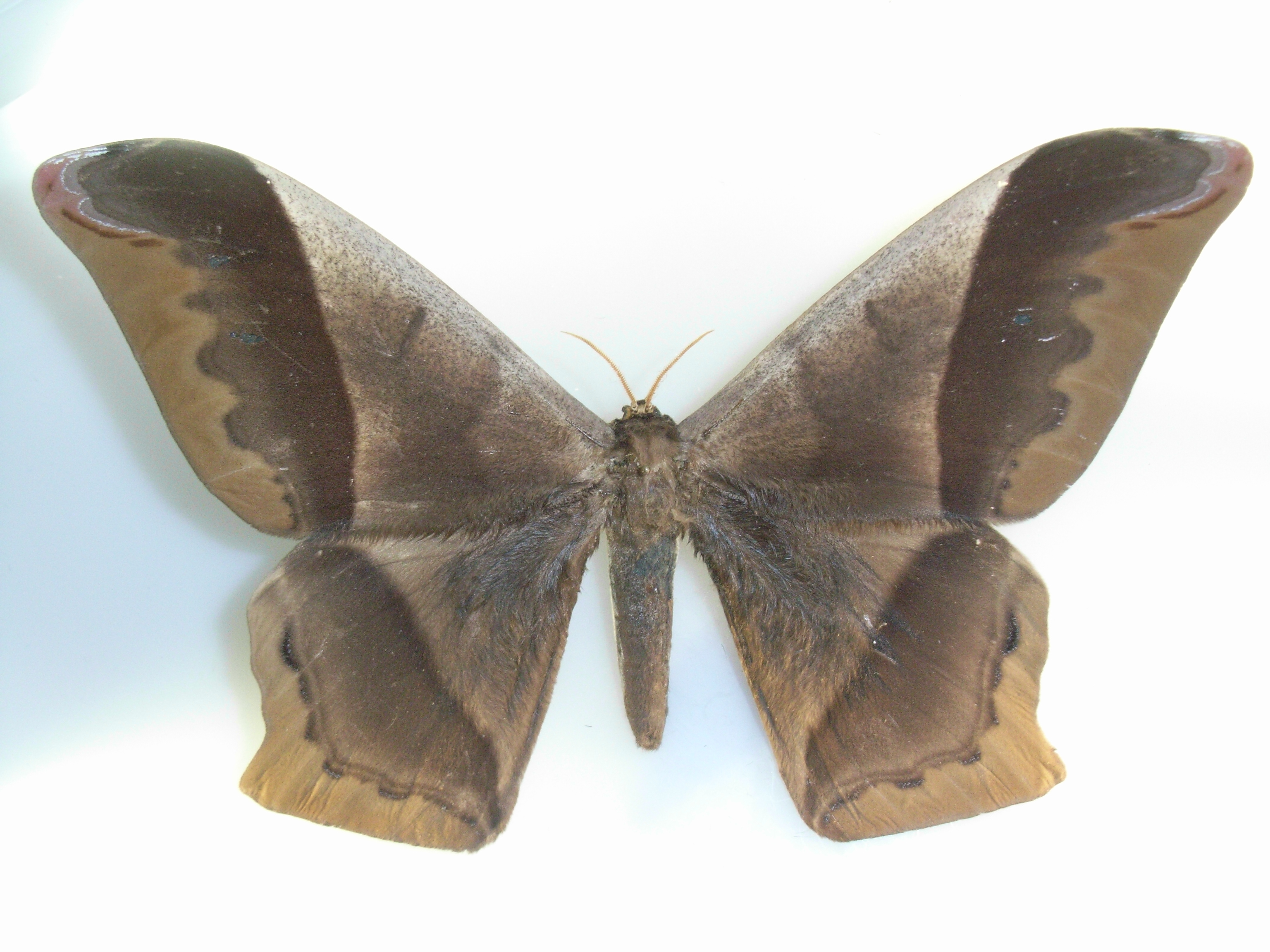

## Các chi
Phân họ này có các chi:
- Almeidaia Travassos, 1937
- Arsenura Duncan [& Westwood], 1841
- Caio Travassos & Noronha, 1968
- Copiopteryx Duncan [& Westwood], 1841
- Dysdaemonia Hübner, 1819
- Grammopelta Rothschild, 1907
- Loxolomia Maassen, 1869
- Paradaemonia Bouvier, 1925
- Rhescyntis Hübner, 1819
- Titaea Hübner, 1823